# Ancient Dreams
Albums de Candlemass
Nightfall
(1987) Tales of Creation
(1989)
Ancient Dreams est le troisième album studio du groupe de Doom metal suédois Candlemass. L'album est sorti le 22 novembre 1988 sous le label Active Records.
L'album a atteint la 174e place du classement Billboard 200 de l'année 1989.
Le titre Black Sabbath Medley est composé d'extraits de morceaux du groupe de heavy metal anglais Black Sabbath. Les titres sont Symptom of the Universe, Sweet Leaf, Sabbath Bloody Sabbath, Into the Void, Electric Funeral, Supernaut et Black Sabbath.
Comme pour l'album précédent, Nightfall (1987) la couverture est un extrait de la série de toiles de Thomas Cole, The Voyage of Life.

## Détails sur certains titres de l'album
Le titre Incarnation of Evil avait été enregistré sous le nom de Black Messiah par le groupe Nemesis (groupe de Leif Edling avant Candlemass).
L'album a été ré-édité en 2001 sous le label Powerline Records. Un CD supplémentaire a été ajouté en bonus. Ce CD est composé de titres live, d'une interview et d'une vidéo musicale. Il s'agit de la vidéo qui a été tournée pour le titre Mirror Mirror, qui est le premier morceau de la liste des titres de cet album.

## Musiciens
- Messiah Marcolin - chant
- Mats Björkman - guitare
- Lars Johansson - guitare
- Leif Edling - basse
- Jan Lindh - batterie

## Liste des morceaux
1. Mirror Mirror – 6:15
2. A Cry from the Crypt – 7:24
3. Darkness in Paradise – 6:46
4. Incarnation of Evil – 7:19
5. Bearer of Pain – 7:23
6. Ancient Dreams – 7:04
7. The Bells of Acheron – 5:21
8. Epistle No. 81 – 4:37
9. Black Sabbath Medley – 6:14

### Titres du CD bonus
1. Mirror Mirror (live)
2. The Bells of Acheron (live)
3. Bearer of Pain (live)
4. A Cry from the Crypt (live)
5. Interview
6. Mirror Mirror (video)